# Le Mérévillois
Le Mérévillois est une commune nouvelle située dans le département de l'Essonne, en région Île-de-France, créée le 1er janvier 2019, issue de la fusion à cette date des communes de Méréville et d'Estouches.

## Géographie

### Description

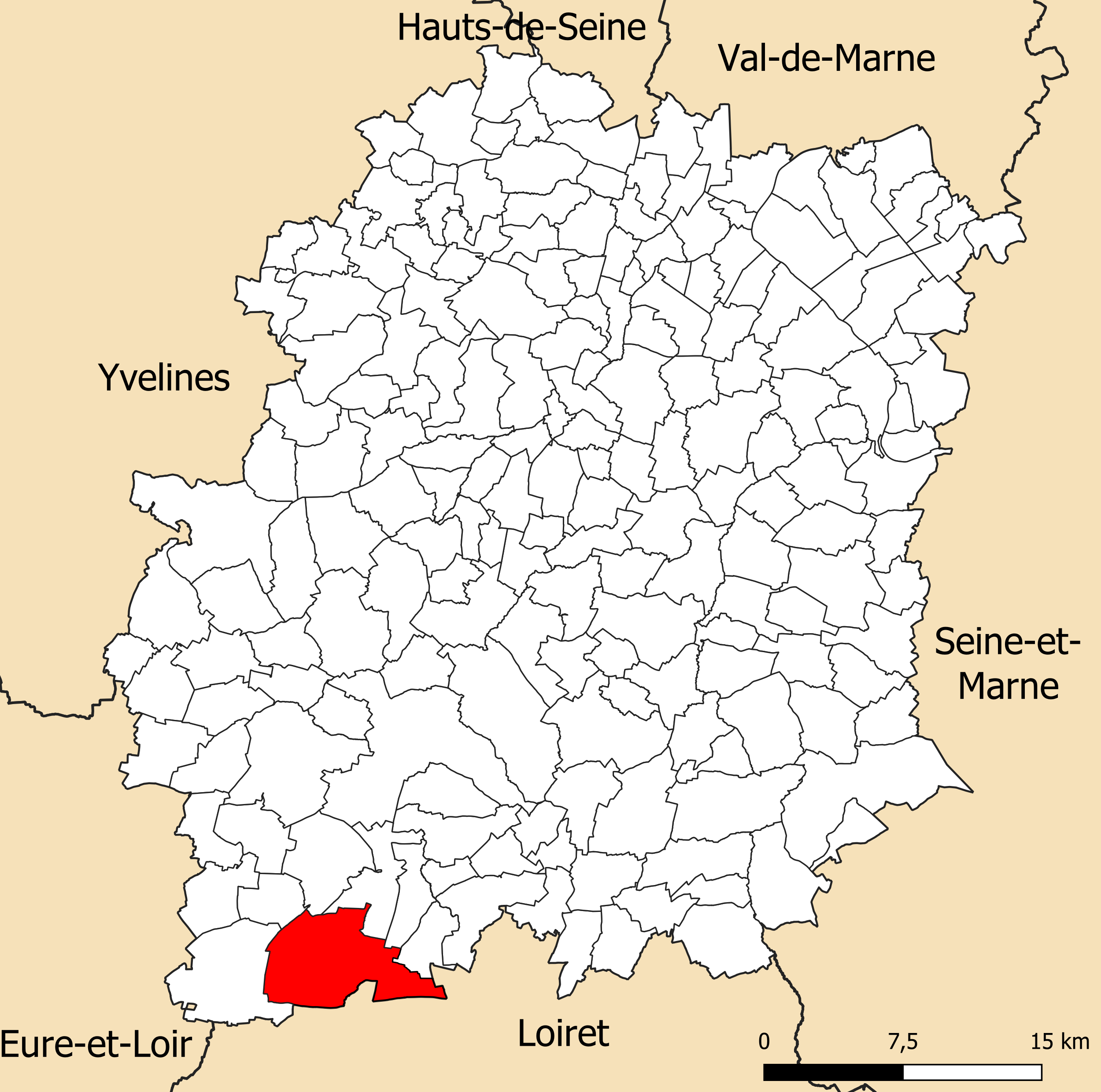
Localisation de la commune du Mérévillois dans le département de l'Essonne.

Situé à l'extrême sud-ouest du département de l'Essonne, à la limite du département du Loiret, le territoire de la commune du Mérévillois s'étend de part et d'autre de la rivière la Juine.
Traversé du nord au sud par la route départementale RD 49, la partie située à l'ouest de la route correspond au territoire de l'ancienne commune de Méréville, la partie située à l'est correspond à celui de l'ancienne commune d'Estouches, qui est traversée par l'ancienne ligne d'Étampes à Beaune-la-Rolande.
Le sentier de randonnée de pays des Vallées de l'Essonne traverse la commune.

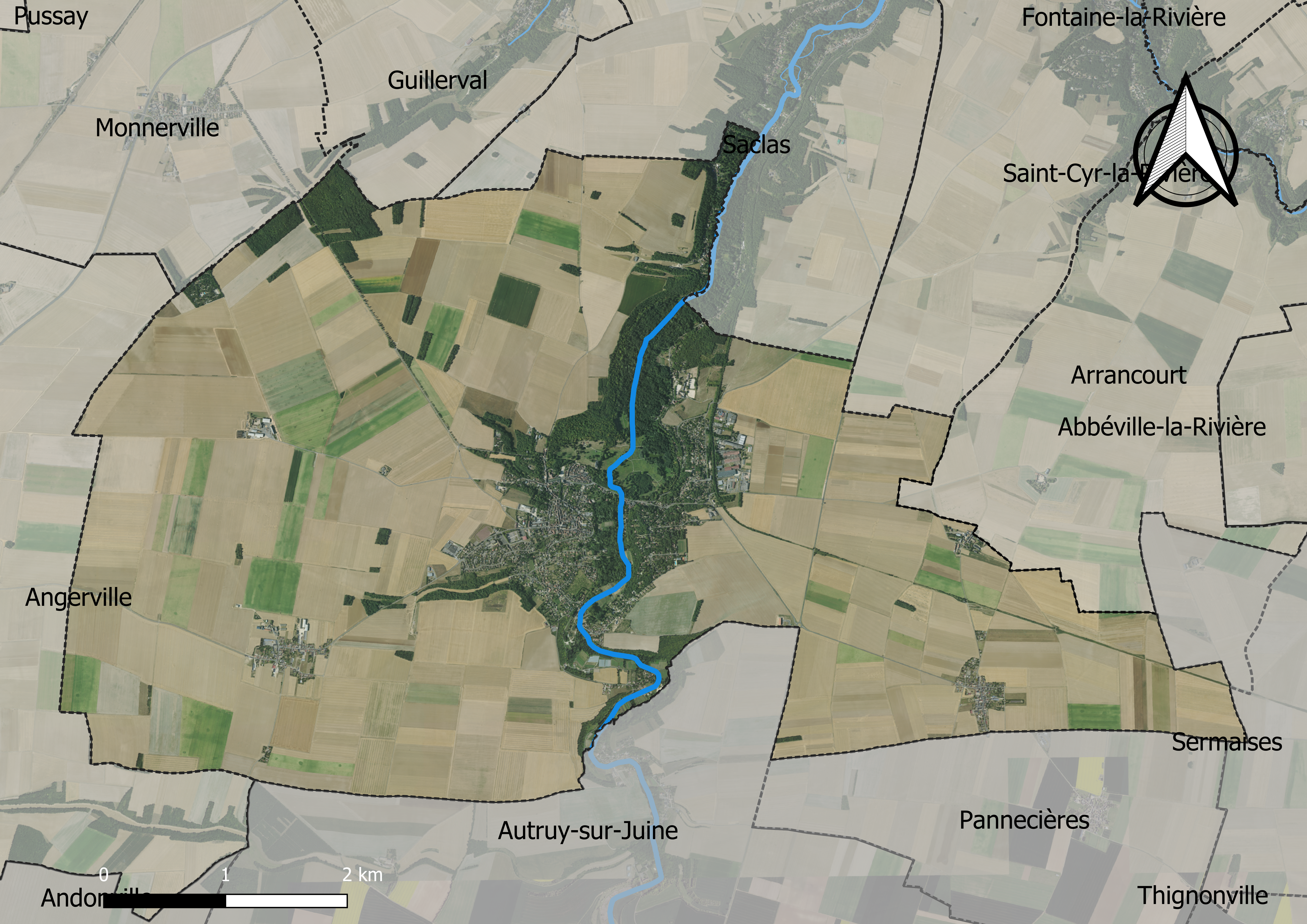
Carte orthophotographique.
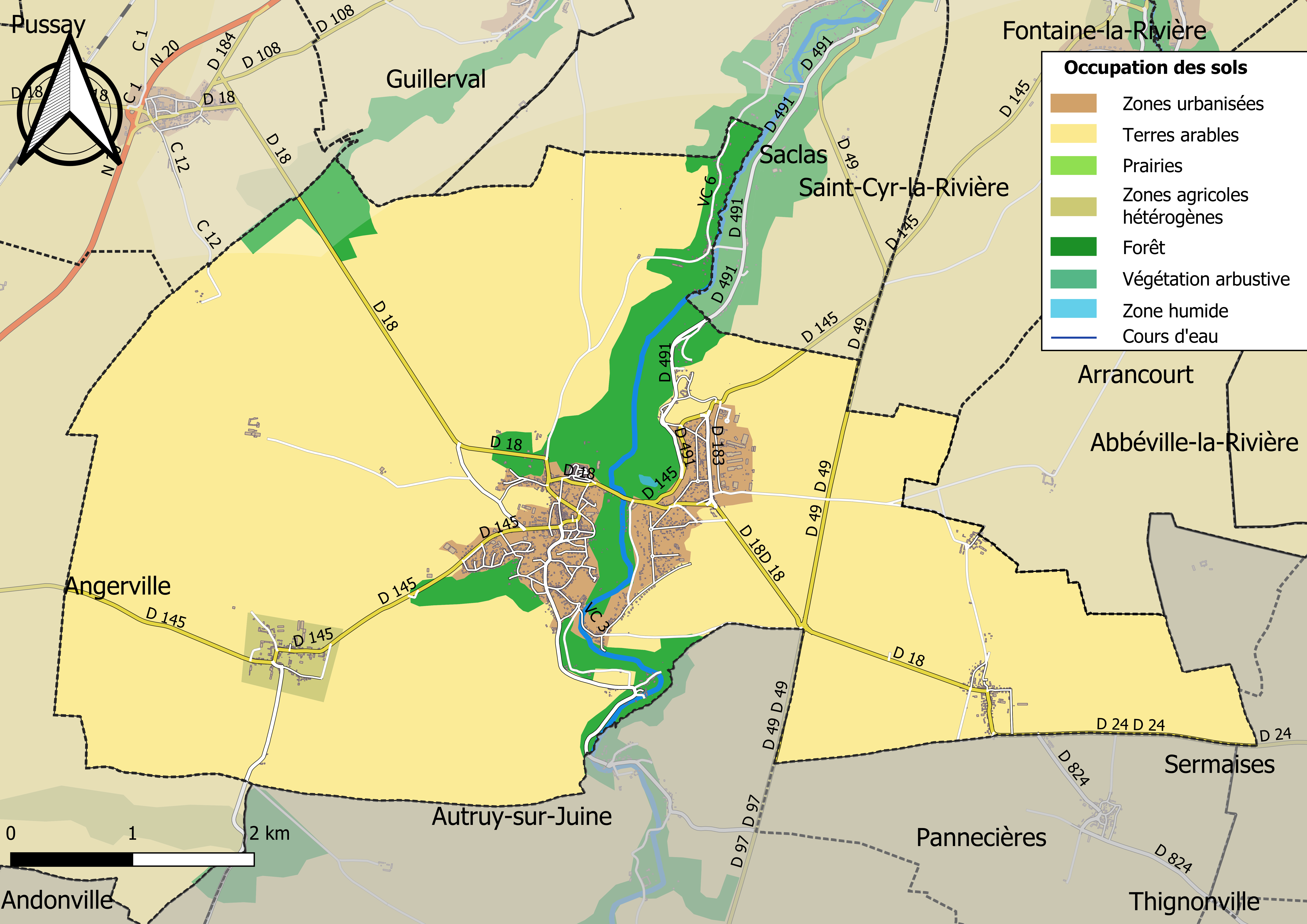
Carte des infrastructures et de l’occupation des sols en 2018.
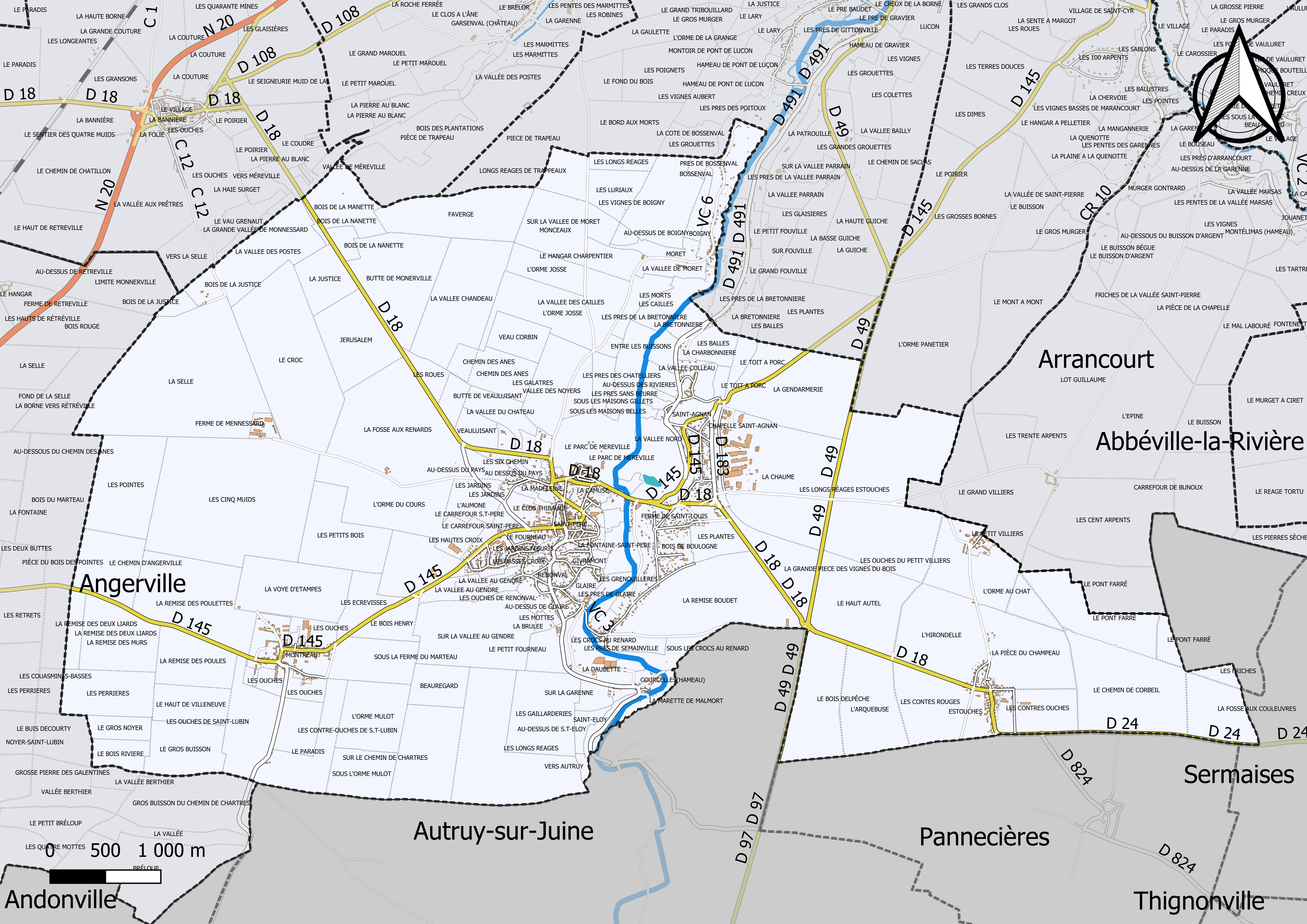
Carte du cadastre de la commune.

### Communes limitrophes
| Monnerville | Guillerval, Saclas        | Saint-Cyr-la-Rivière, Arrancourt |
| Angerville  | Mérévillois               | Sermaises, Pannecières (Loiret)  |
|             | Autruy-sur-Juine (Loiret) |                                  |

### Hydrographie
Située dans le bassin occidental de la Seine, le territoire de la commune est traversé du sud au nord par la rivière la Juine, affluent de la rive gauche de l'Essonne.
Le lit de la Juine est environné de zones humides où ont été aménagées des cressonnières.
Le cresson est cultivé sur les berges de la Juine depuis plus d'un siècle. Les cressonnières sont en effet un élément remarquable du paysage, labellisées « paysage de reconquête » depuis 1992 par le ministère de l'Environnement, et classées « Site remarquable du goût » et Patrimoine d'intérêt régional  en 2019.
Le département de l'Essonne est un producteur de cresson de référence : une émission télévisée de France 2 a ainsi présenté en 2017 une visite d'un cressiculteur de Méréville.

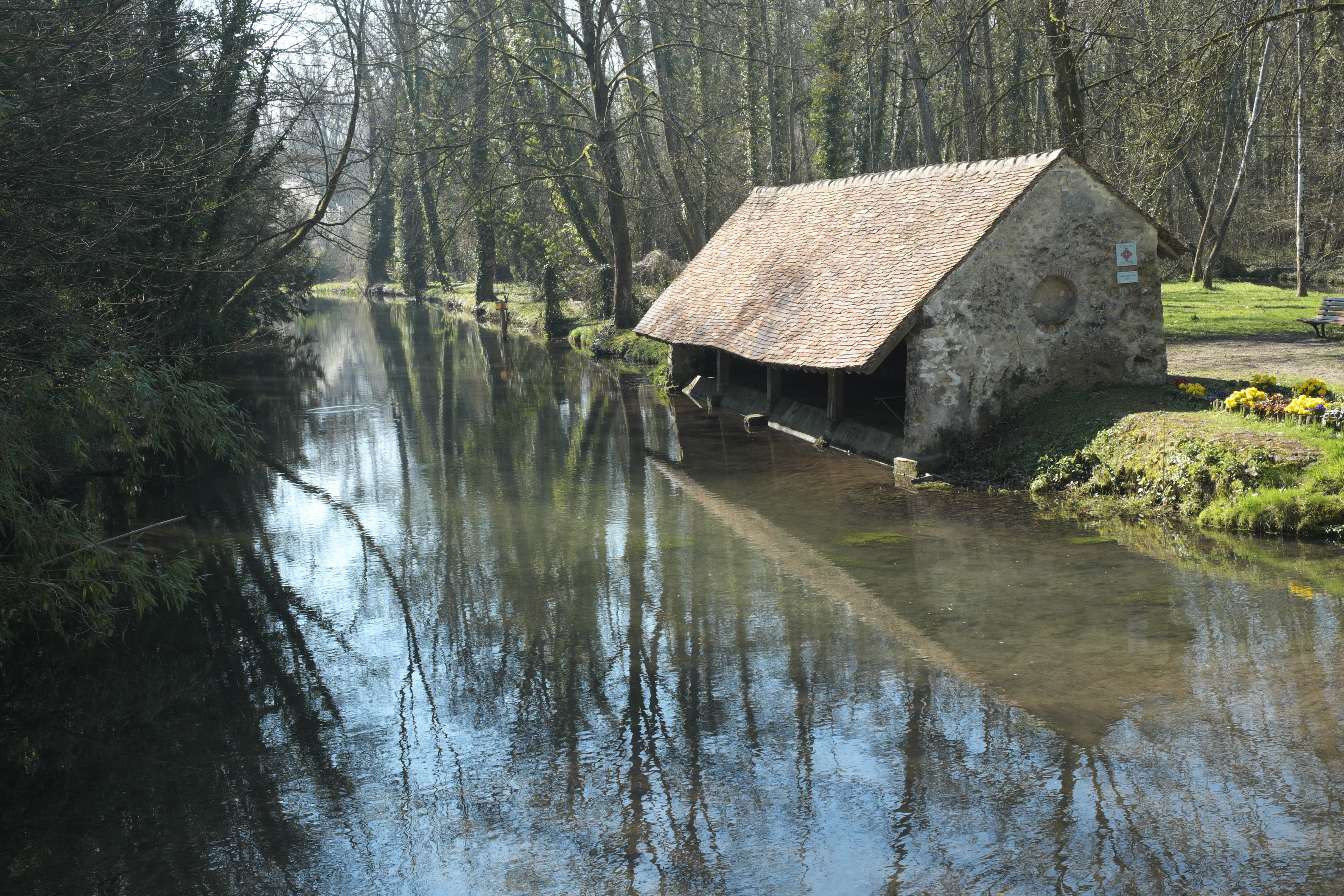
La juine à Méréville.
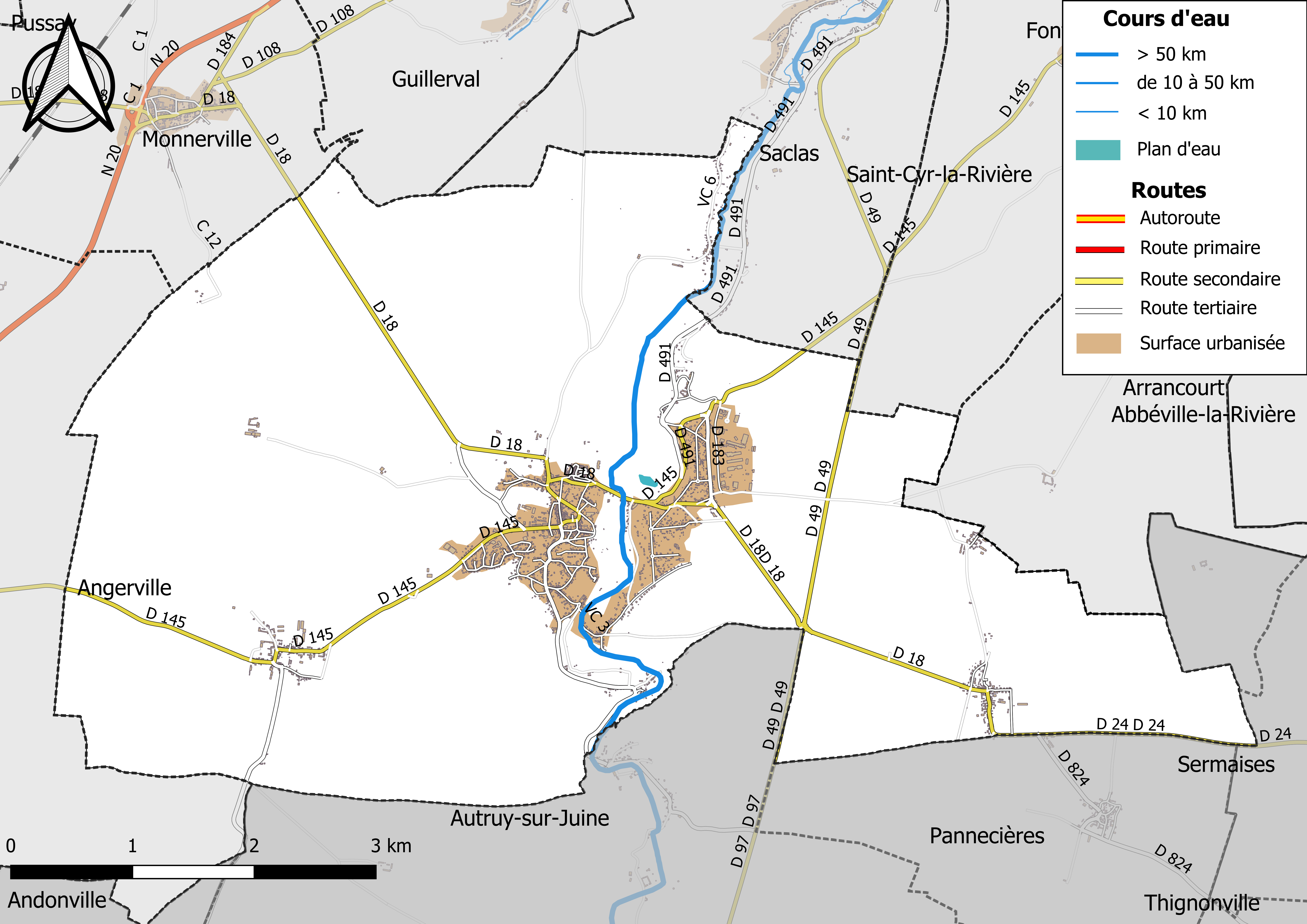
Carte des réseaux hydrographiques et routiers.

### Climat
Pour des articles plus généraux, voir Climat de l'Île-de-France et Climat de l'Essonne.
En 2010, le climat de la commune est de type climat océanique dégradé des plaines du Centre et du Nord, selon une étude du CNRS s'appuyant sur une série de données couvrant la période 1971-2000. En 2020, Météo-France publie une typologie des climats de la France métropolitaine dans laquelle la commune est exposée à un climat océanique altéré et est dans la région climatique Sud-ouest du bassin Parisien, caractérisée par une faible pluviométrie, notamment au printemps (120 à 150 mm) et un hiver froid (3,5 °C).
Pour la période 1971-2000, la température annuelle moyenne est de 11 °C, avec une amplitude thermique annuelle de 15,3 °C. Le cumul annuel moyen de précipitations est de 654 mm, avec 10,6 jours de précipitations en janvier et 7,6 jours en juillet. Pour la période 1991-2020, la température moyenne annuelle observée sur la station météorologique la plus proche, située sur la commune de Sainville à 19 km à vol d'oiseau, est de 11,3 °C et le cumul annuel moyen de précipitations est de 655,5 mm,. Pour l'avenir, les paramètres climatiques de la commune estimés pour 2050 selon différents scénarios d'émission de gaz à effet de serre sont consultables sur un site dédié publié par Météo-France en novembre 2022.

## Urbanisme

### Typologie
Au 1er janvier 2024, Le Mérévillois est catégorisée bourg rural, selon la nouvelle grille communale de densité à sept niveaux définie par l'Insee en 2022.
Elle appartient à l'unité urbaine de Le Mérévillois, une agglomération intra-départementale regroupant trois  communes, dont elle est ville-centre,,. Par ailleurs la commune fait partie de l'aire d'attraction de Paris, dont elle est une commune de la couronne,. Cette aire regroupe 1 929 communes,.

### Habitat et logement
| Logements                                        | Nombre en 2008 | % en 2008 | nombre en 2013 | % en 2013 | nombre en 2018 | % en 2018 |
| ------------------------------------------------ | -------------- | --------- | -------------- | --------- | -------------- | --------- |
| Total                                            | 1 514          | 100 %     | 1 538          | 100 %     | 1590           | 100 %     |
| Résidences principales                           | 1 322          | 87,3 %    | 1327           | 86,3 %    | 1 353          | 85,1 %    |
| → Dont HLM                                       | 23             | 1,7 %     | 24             | 1,8 %     | 24             | 1,8 %     |
| Résidences secondaires et logements occasionnels | 76             | 5,0 %     | 56             | 3,5 %     | 73             | 4,6 %     |
| Logements vacants                                | 116            | 7,7 %     | 155            | 10,1 %    | 164            | 10,3 %    |
| Dont :                                           |                |           |                |           |                |           |
| → maisons                                        | 1 354          | 89,4 %    | 1 354          | 88,0 %    | 1411           | 88,7 %    |
| → appartements                                   | 155            | 10,2 %    | 179            | 11,6 %    | 166            | 10,4 %    |

## Toponymie
Voir celle de l'ancienne commune de Méréville.

## Histoire
Les communes de  Méréville, Estouches et Monnerville ont envisagé en 2016 de fusionner en formant une commune nouvelle. Si le conseil municipal de Monnerville a finalement refusé de participer à la fusion, ceux de  Méréville et Estouches ont confirmé en juillet 2018 leur volonté de constituer la commune nouvelle du Mérévillois au 1er janvier 2019. Le 28 septembre 2018, le préfet de l'Essonne a signé l'arrêté de création de la commune nouvelle « Le Mérévillois » entre les communes de Méréville et Estouches, qui a pris effet le 1er janvier 2019,.

## Politique et administration

### Rattachements administratifs et électoraux
La commune fait partie de l'arrondissement d'Étampes du département de l'Essonne
Pour l'élection :  
- des conseillers départementaux, elle est rattachée au canton d'Étampes
- des députés, elle est rattachée à la deuxième circonscription de l'Essonne.

### Intercommunalité
Le Mérévillois est membre depuis sa création de la communauté d'agglomération de l'Étampois Sud-Essonne, un établissement public de coopération intercommunale (EPCI) à fiscalité propre créé en 2003 et auquel la commune avait transféré un certain nombre de ses compétences, dans les conditions déterminées par le code général des collectivités territoriales..

### Tendances politiques et résultats
Lors des élections municipales de 2020 dans l'Essonne, la liste du maire sortant Guy Desmurs est la seule candidate et obtient donc les 668 suffrages exprimés. La liste est donc élue en totalité dès le premier tour. Lors de ce scrutin marqué par la pandémie de Covid-19 en France, 70,51 % des électeurs se sont abstenus.
| Scrutin             | Scrutin             | 1er tour | 1er tour | 1er tour | 1er tour | 1er tour  | 1er tour | 1er tour | 1er tour | 1er tour | 1er tour | 1er tour | 1er tour | 2d tour | 2d tour | 2d tour | 2d tour | 2d tour | 2d tour |
| Scrutin             | Scrutin             | 1er      | 1er      | %        | 2e       | 2e        | %        | 3e       | 3e       | %        | 4e       | 4e       | %        | 1er     | 1er     | %       | 2e      | 2e      | %       |
| ------------------- | ------------------- | -------- | -------- | -------- | -------- | --------- | -------- | -------- | -------- | -------- | -------- | -------- | -------- | ------- | ------- | ------- | ------- | ------- | ------- |
| Présidentielle 2022 | Présidentielle 2022 |          | FN       | 28,50    |          | LREM      | 21,61    |          | LFI      | 20,06    |          | LR       | 7,42     |         | FN      | 50,03   |         | LREM    | 49,97   |
| Législatives 2022   | 2e                  |          | RN       | 27,53    |          | LFI-Nupes | 23,62    |          | HOR-Ens  | 20,65    |          | UDI      | 12,32    |         | RN      | 56,32   |         | LFI     | 43,68   |
| Législatives 2024   | 2e                  |          | RN       | 42,52    |          | LFI-NFP   | 24,19    |          | HOR-Ens  | 22,56    |          | ECO      | 3,32     |         | RN      | 56,29   |         | LFI     | 43,71   |

### Administration municipale
Jusqu'aux élections municipales de 2020, le conseil municipal de la nouvelle commune a été constitué de l'ensemble des conseillers municipaux des anciennes communes.
Pour la mandature 2020-2026, le nombre de conseillers municipaux (y compris le maire et ses adjoints) est réduit à 27, avant de revenir à l’effectif normal des conseils municipaux de sa tranche démographique à compter de 2026, soit 23 conseillers municipaux pour les communes comprises entre 2 500 et 3 499 habitants

### Liste des maires
| Période         | Période                     | Identité    | Étiquette | Qualité                                                                                  |
| --------------- | --------------------------- | ----------- | --------- | ---------------------------------------------------------------------------------------- |
| 8 janvier 2019, | En cours (au 16 avril 2022) | Guy Desmurs | SE-DVD    | Cadre dirigeant retraité Maire de Méréville (2014 → 2018) Réélu pour le mandat 2020-2026 |

### Distinctions et labels
En 2016[réf. nécessaire], Méréville reçoit à nouveau le label « Site remarquable du goût » et est nommée « Capitale européenne du Cresson ». Fin mars 2017, la pratique culturale de ce légume à Méréville est entrée à l'inventaire national du patrimoine culturel immatériel sous la référence 2017_67717_INV_PCI_FRANCE_00378.

## Population et société

### Démographie
Évolution démographique
| 1968  | 1975  | 1982  | 1990  | 1999  | 2008  | 2013  | 2018  |
| ----- | ----- | ----- | ----- | ----- | ----- | ----- | ----- |
| 2 310 | 2 480 | 2 853 | 3 033 | 3 248 | 3 394 | 3 361 | 3 312 |

### Manifestations culturelles et festivités
La fête médiévalle de Méréville est organisée en septembre par l'association des Amis de la bonne cause
La traditionnelle foire au cresson a lieu en avril.
Le quatrième salon de la gastronomie a eu lieu en septembre 2019 sous la halle de Méréville.

## Culture locale et patrimoine

### Lieux et monuments

#### Patrimoine naturel
Le domaine départemental de Méréville constitue un exemple de jardin pittoresque réalisé à la fin du XVIIIe siècle, emblématique des jardins anglo-chinois de cette époque. Il a été réalisé par composé par François-Joseph Bélanger puis Hubert Robert pour le compte du financier Jean-Joseph de Laborde. Il accueille des activités culturelles

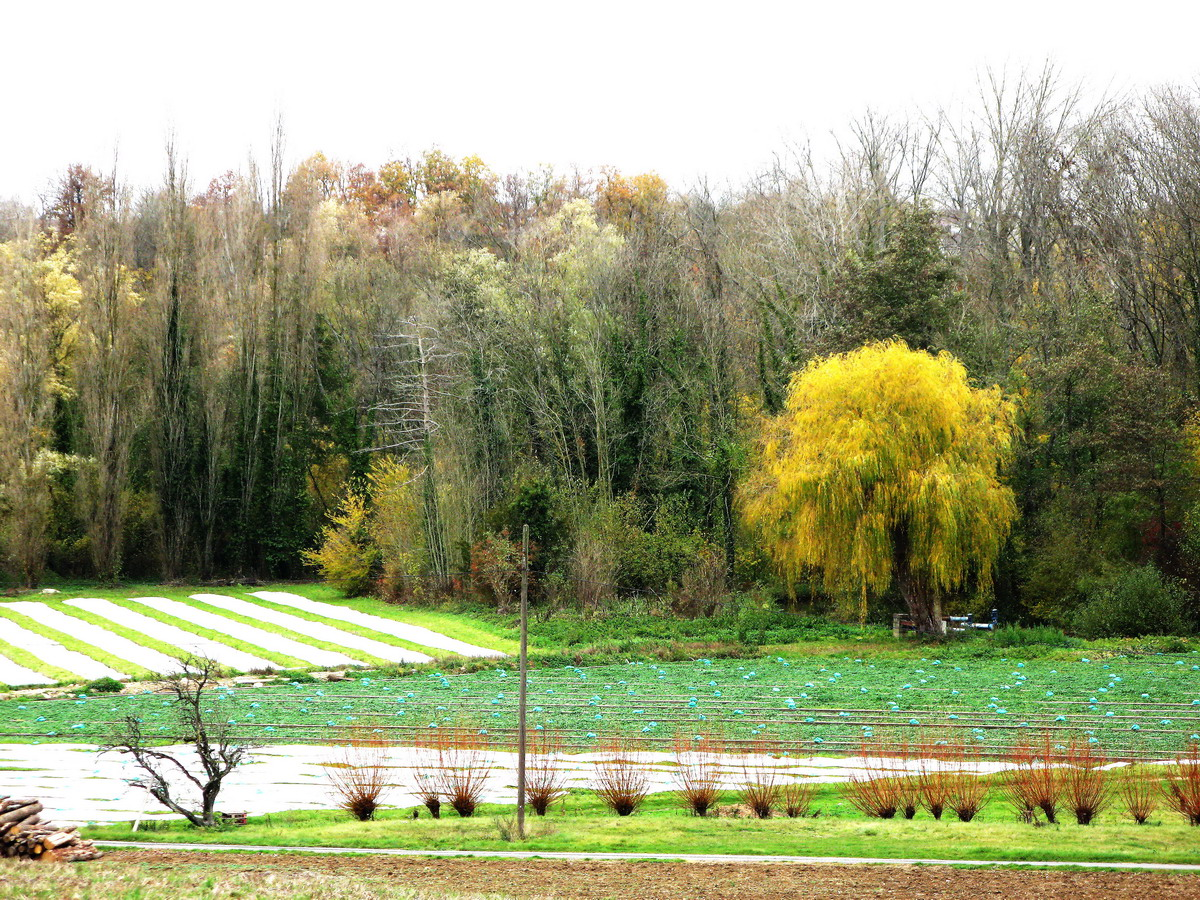
Une cressonnière.

Les berges de la Juine et les bois qui l'entourent ont été recensés au titre des espaces naturels sensibles par le conseil départemental de l'Essonne.
Quelques bosquets boisés d'Estouches ont été recensés au titre des espaces naturels sensibles par le conseil départemental de l'Essonne.

### Patrimoine architectural
La halle du début de la Renaissance (env. 1511), son château et son parc, la Colonne Trajane et le lavoir du XVIIIe siècle sont les principaux éléments du patrimoine de la commune.
- Halles de Méréville : 
Au début du XVIe siècle, Louis XII accorde au seigneur local, Bertrand de Reilhac, le droit de tenir quatre foires annuelles ainsi qu'un marché par semaine. Ce dernier fit alors édifier la halle que l'on peut encore admirer de nos jours. Ses proportions sont vastes (40 m x 18 m). Sa charpente et ses quatre rangées de piliers sont en chêne. L'ensemble repose sur des socles de pierre.
La halle accueille aujourd'hui de grandes manifestations culturelles (concerts, opéras, potiers d'art, etc.). Elle est classée aux monuments historiques depuis le 13 août 1921[38]. Fête annuelle le week-end de Pâques.

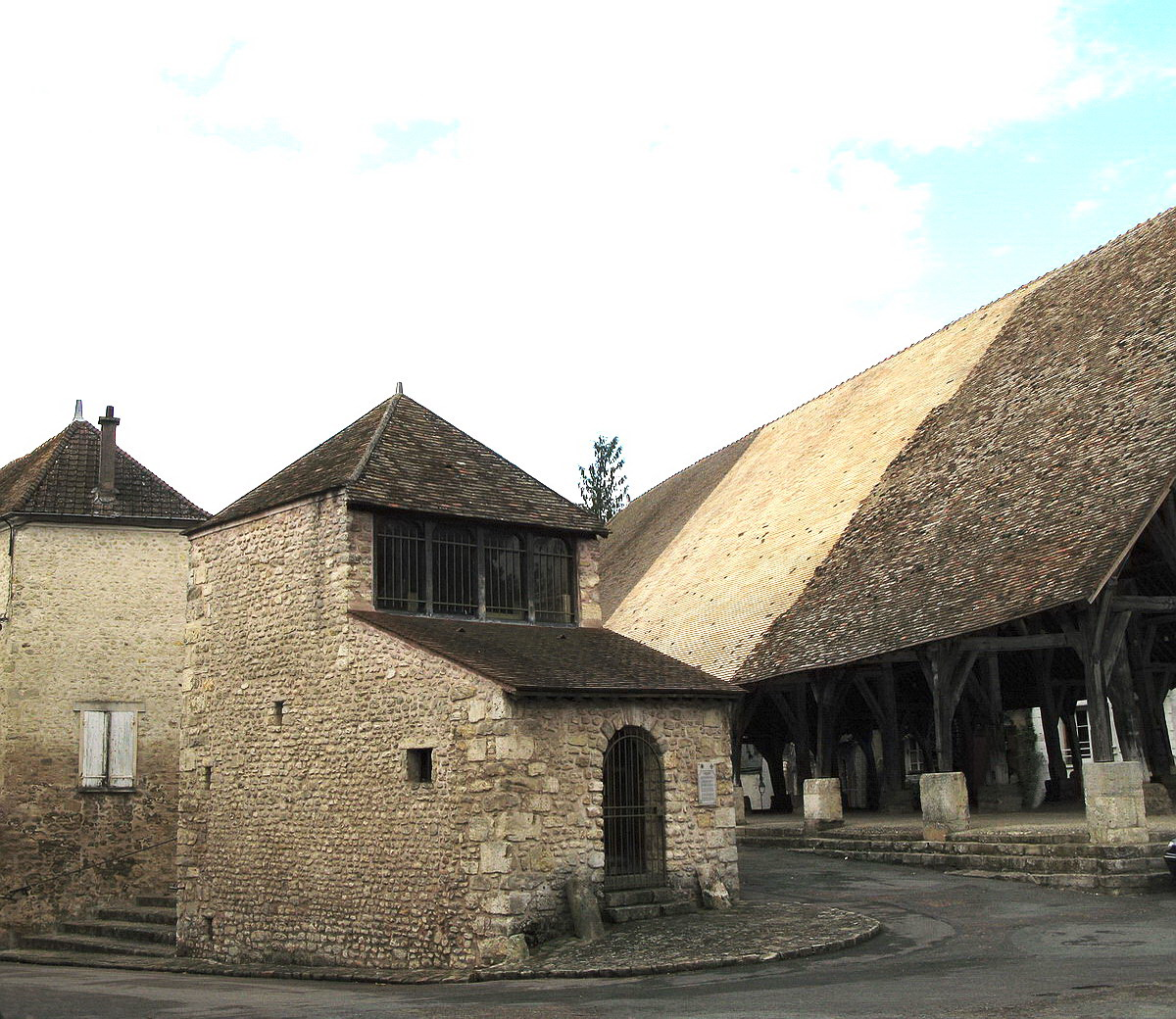
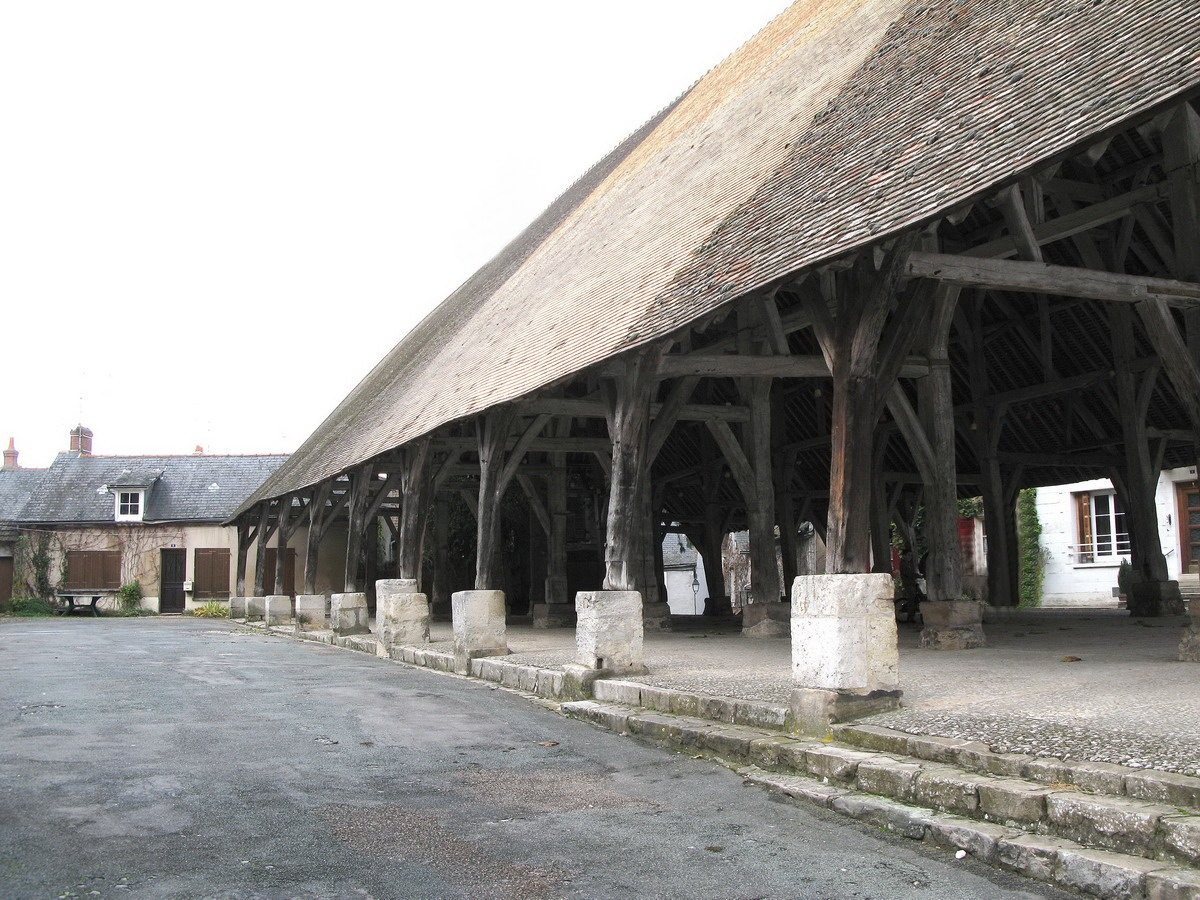

- Le château de Méréville : 
Le château de Méréville est la propriété du conseil départemental de l’Essonne depuis décembre 2000, le domaine de Méréville avec ses fabriques de jardin s'apprécie comme le dernier exemple de jardin pittoresque réalisé à la fin du XVIIIe siècle[39]. Ses démembrements sont soit inscrits soit classés au titre des monuments historiques au fil des années entre 1977 et 2003[40],[41].

- La Colonne Trajane : 
Acquise par la commune le 9 septembre 1937[réf. nécessaire] et classée monument historique depuis le 7 septembre 1978, la colonne partie des fabriques du parc du château. Elle fut construite par l'entrepreneur Pailhet entre 1791 et 1792 d'après un dessin d'Hubert Robert qui la nommait « Obélisque antique » et s'était inspiré de la colonne à décoration sculptée qui fut dédiée en 113 par le Sénat romain à l'empereur Trajan.
Haute de 100 pieds (33 mètres), il faut gravir 199 marches pour atteindre le sommet. En 1793, elle fut utilisée par Delambre et son assistant Bellet pour des opérations de mesures de l'arc du méridien terrestre qui devaient servir à déterminer le mètre-étalon (calculé comme la dix millionième partie du quart du méridien terrestre). L'entrée est actuellement gratuite. La colonne offre un panorama à 360° de la Beauce.
- Pont sur la Juine : 
Le pont sur la Juine du XVIIe siècle est classé au titre des monuments historiques le 13 juillet 1979[42].

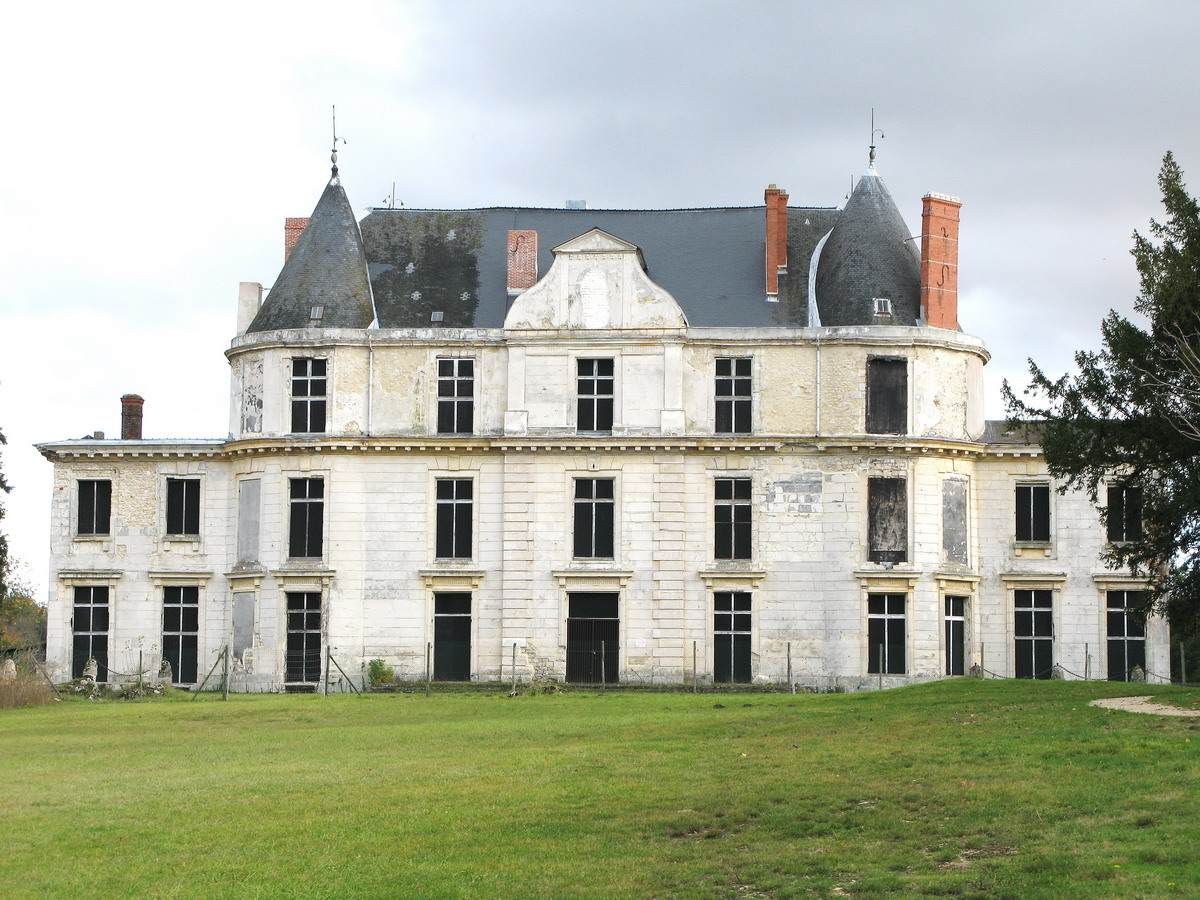
Le château de Méréville.
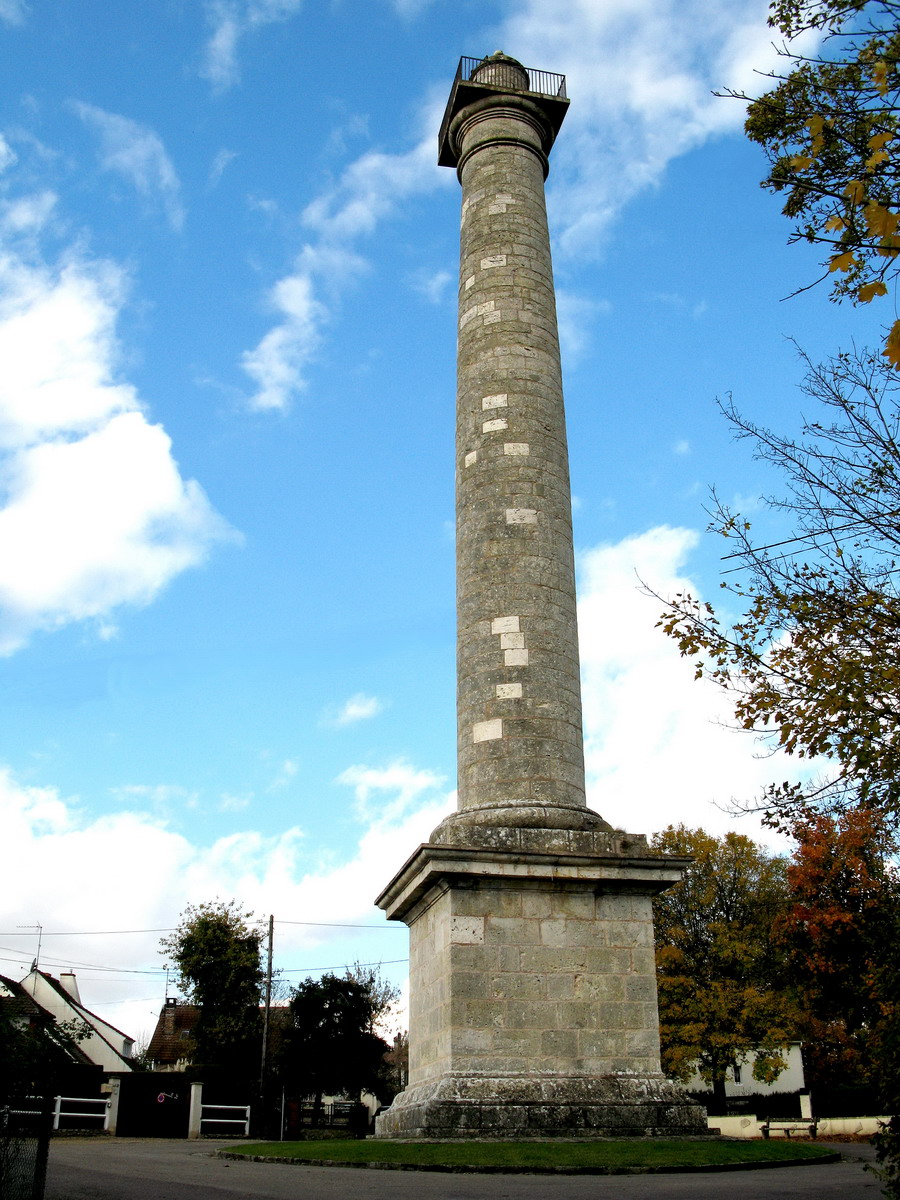
La Colonne Trajane.
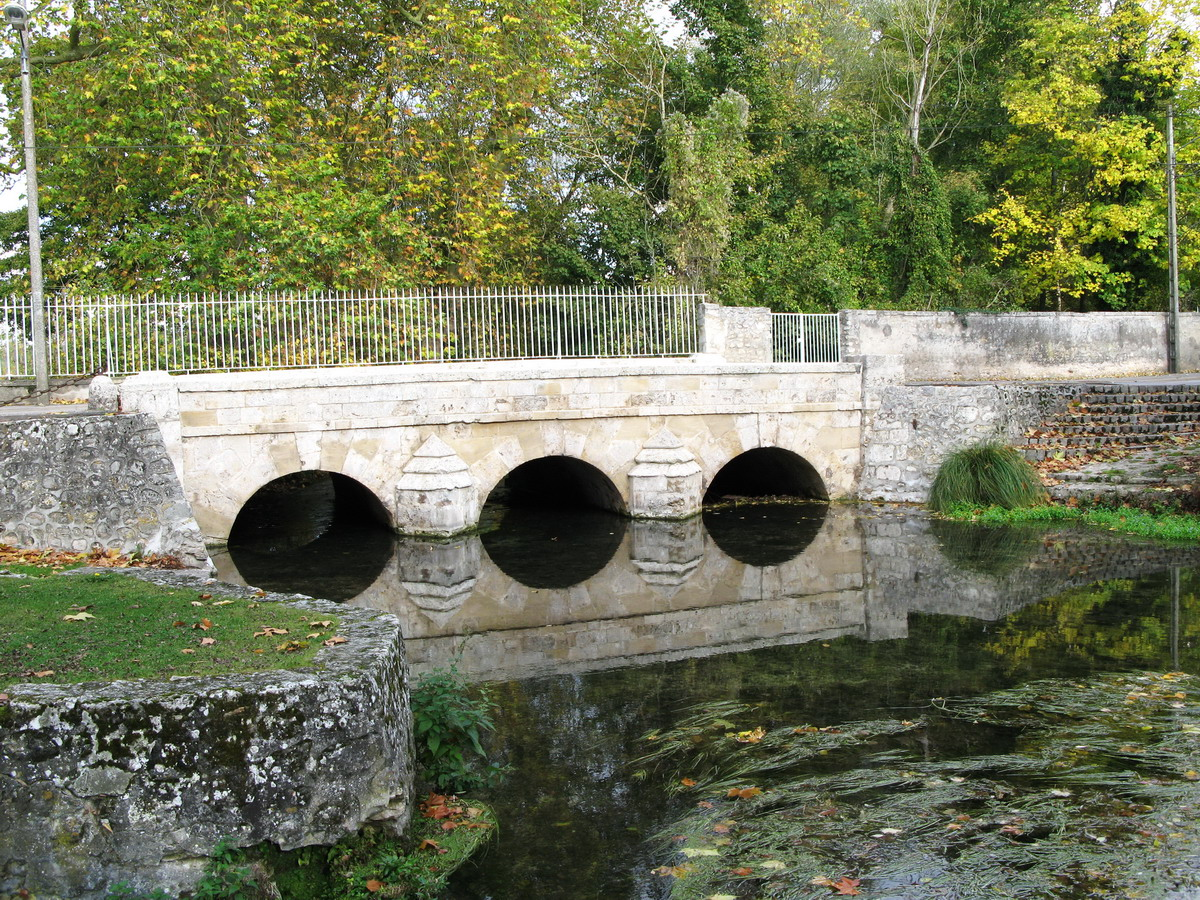
Le pont du Moulin dans le parc du château.

- Le lavoir :
Le lavoir, comme le Moulin du pont, faisait partie des fabriques du parc de Méréville. Il y a quelques décennies, il était encore le lieu de rendez-vous des Mérévilloises qui lavaient leur linge en commentant l'actualité du village : l'écrivain Jean-Louis Bory nous a laissé de truculentes descriptions de ces scènes. Situé au bord de la Juine, dans un cadre des plus pittoresques, le lavoir fut classé au titre des monuments historiques en 1977.

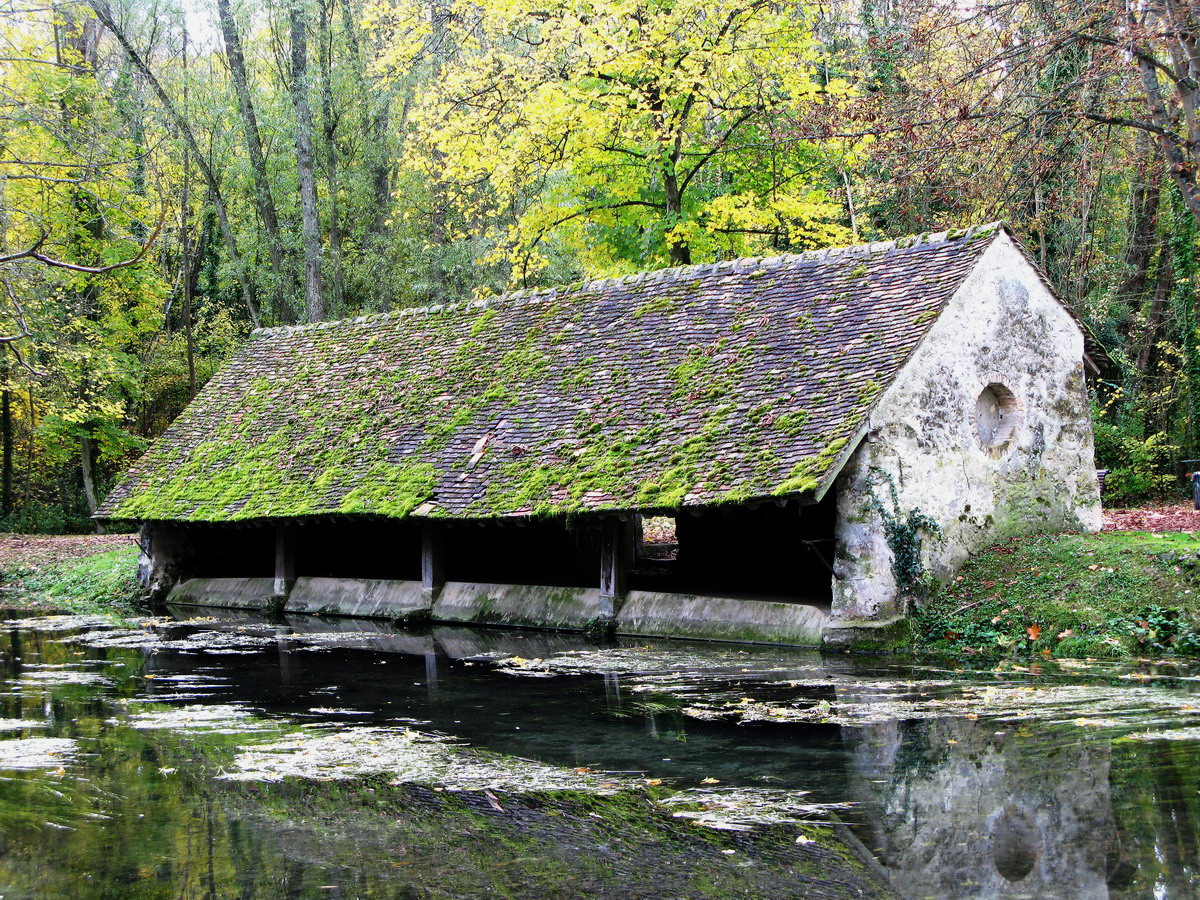
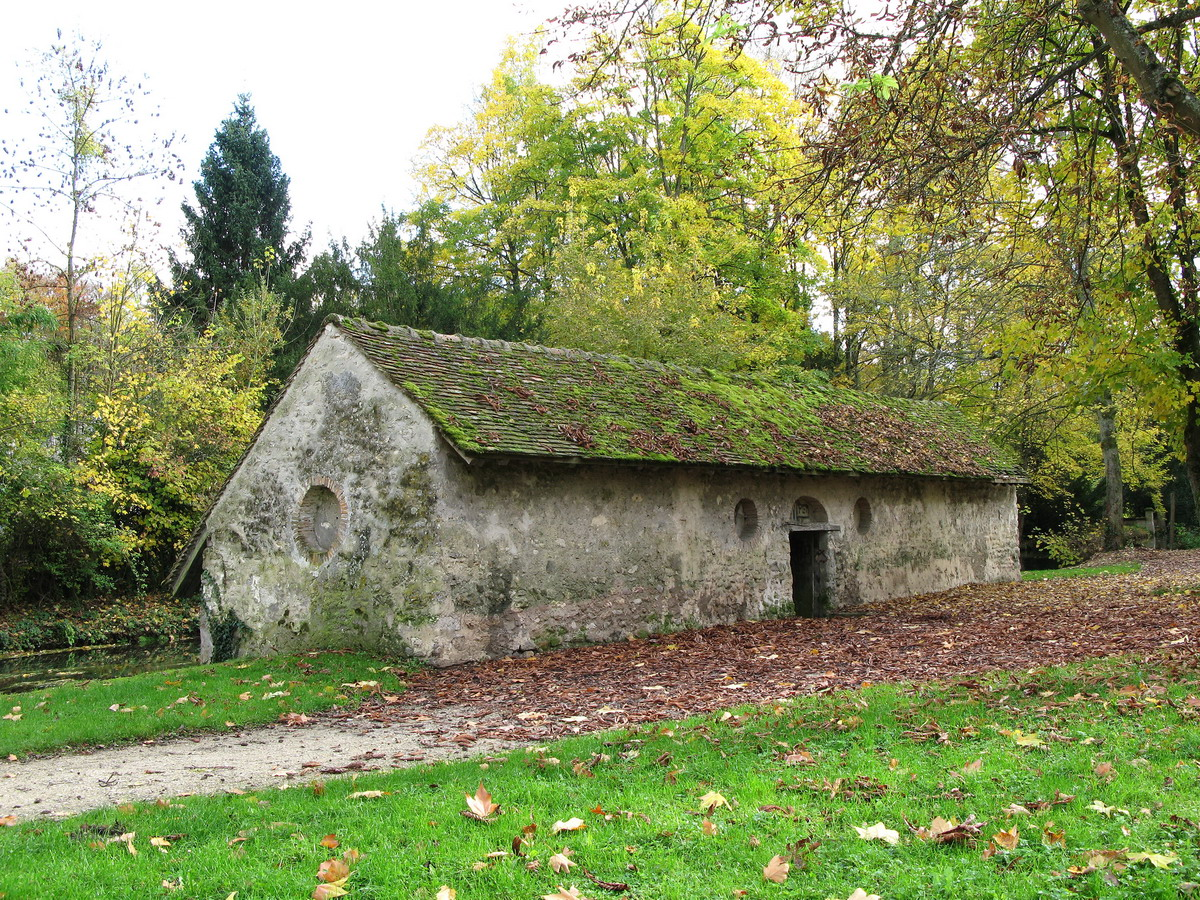
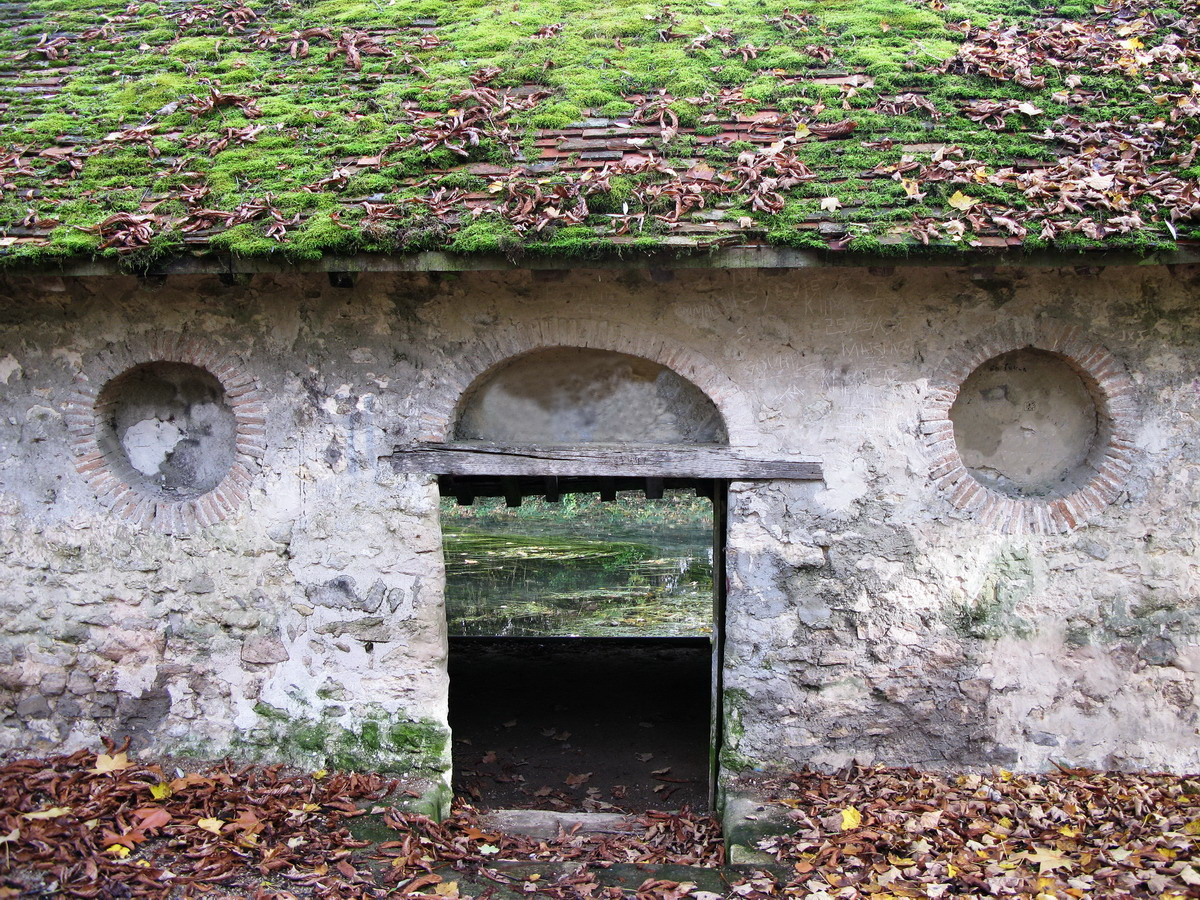

- L'église Saint-Pierre-ès-Liens : 
Le clocher, accolé à l'église, fut réalisé en deux périodes, romane au XIIe siècle puis rehaussé au début du gothique au XVIe siècle en même temps que le plan général prenait forme de basilique tout en conservant ses ouvertures de style roman. Il reste de l'époque carolingienne des morceaux des bas-côtés. La nef fut rehaussée au XVIe siècle et elle connut de nombreuses réparations liées à la guerre de Cent Ans, aux guerres de religion, à un ouragan au XVIIe siècle, mais surtout à la Révolution française qui en fit une salpêtrière. La voûte s'effondra en 1799 pour n'être relevée, autant que possible à l'identique, qu'en 1824, cette restauration correspondant au retour des propriétaires du château et de leurs successeurs (familles de Laborde et de Saint-Roman).
En décembre 1959, un incendie d'une crèche de Noël endommagea l'intérieur de l'église. Les orientations de Vatican II furent donc appliquées, ce qui valut à l'église un aménagement très dépouillé.
En 1942, Philippe Cara Costea, natif de Méréville, fils du médecin local, avait offert les deux premiers vitraux contemporains (ceux du chœur). En 1970, il la grande Croix de 6 m de hauteur, sculptée en creux, située derrière le nouveau maître-autel central, dans le cadre des restaurations. En 1998, il crée les douze vitraux contemporains manquants, représentant des événements marquants de la vie de Jésus (Rosaire), vitraux qu'il avait dessinés 55 ans plus tôt. 
En plus de la "Trilogie Caracostea", des objets ayant survécu à l'incendie furent restaurés.
Des tableaux religieux des XVIIe et XVIIIe siècles ornent les fonts baptismaux et la nef centrale. Au moins trois sont des objets monuments historiques[43]. Ils furent soit donnés par des pèlerins de retour de Saint-Jacques de Compostelle, soit offerts par les descendants de la famille de Laborde.
Quatre vitraux du XIXe siècle se trouvent sur les bas-côtés.

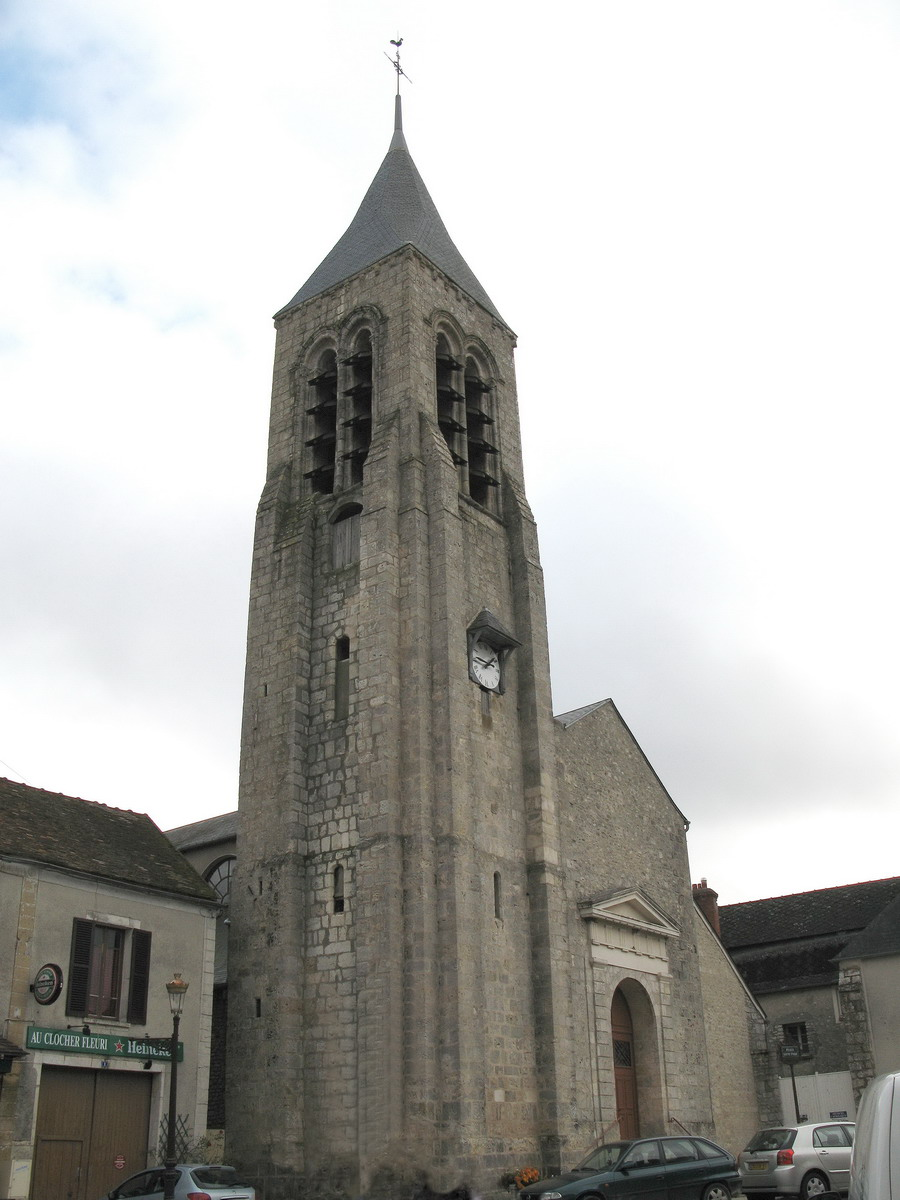
Le clocher de l'église.
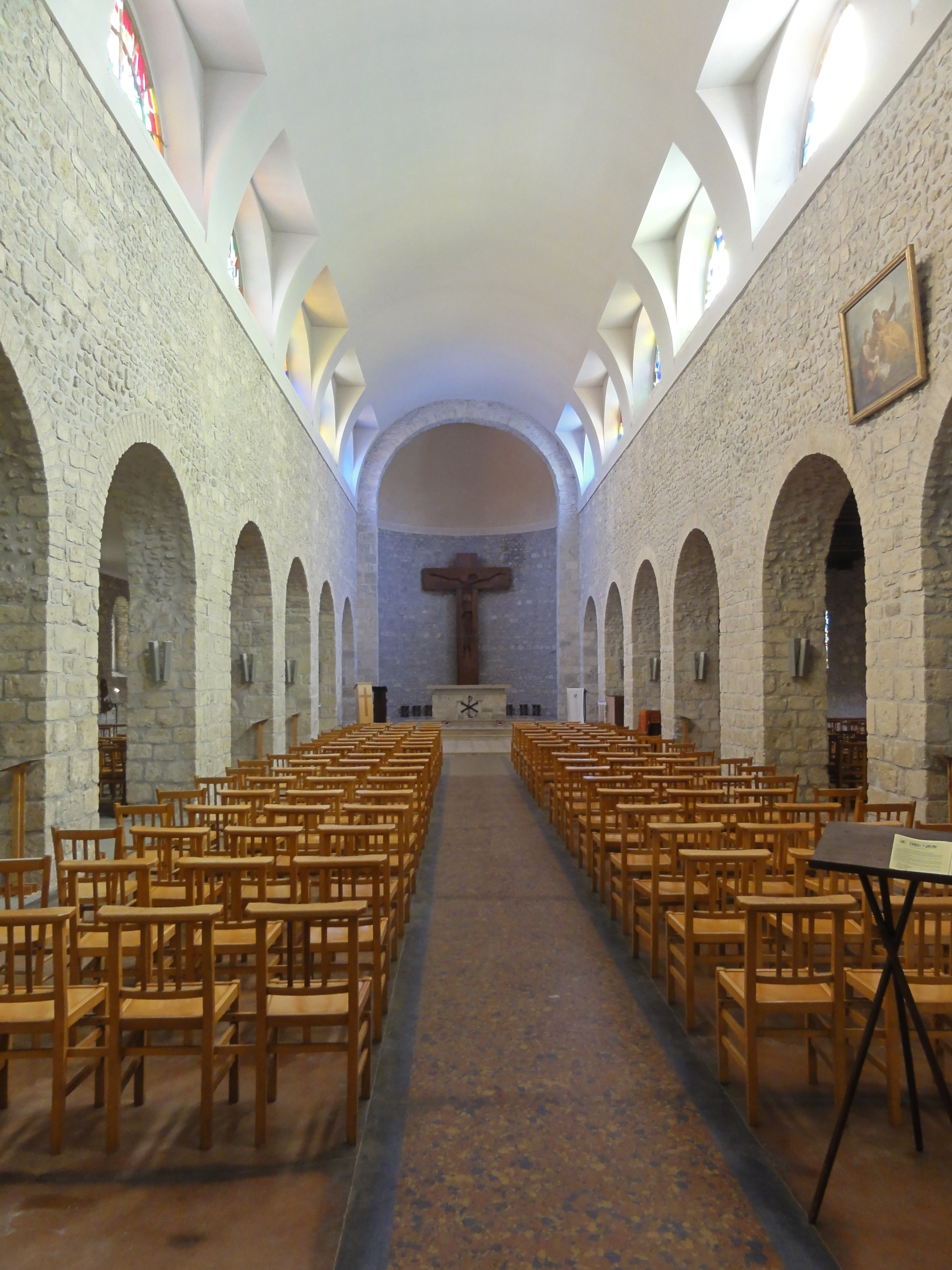
La nef de l'église.
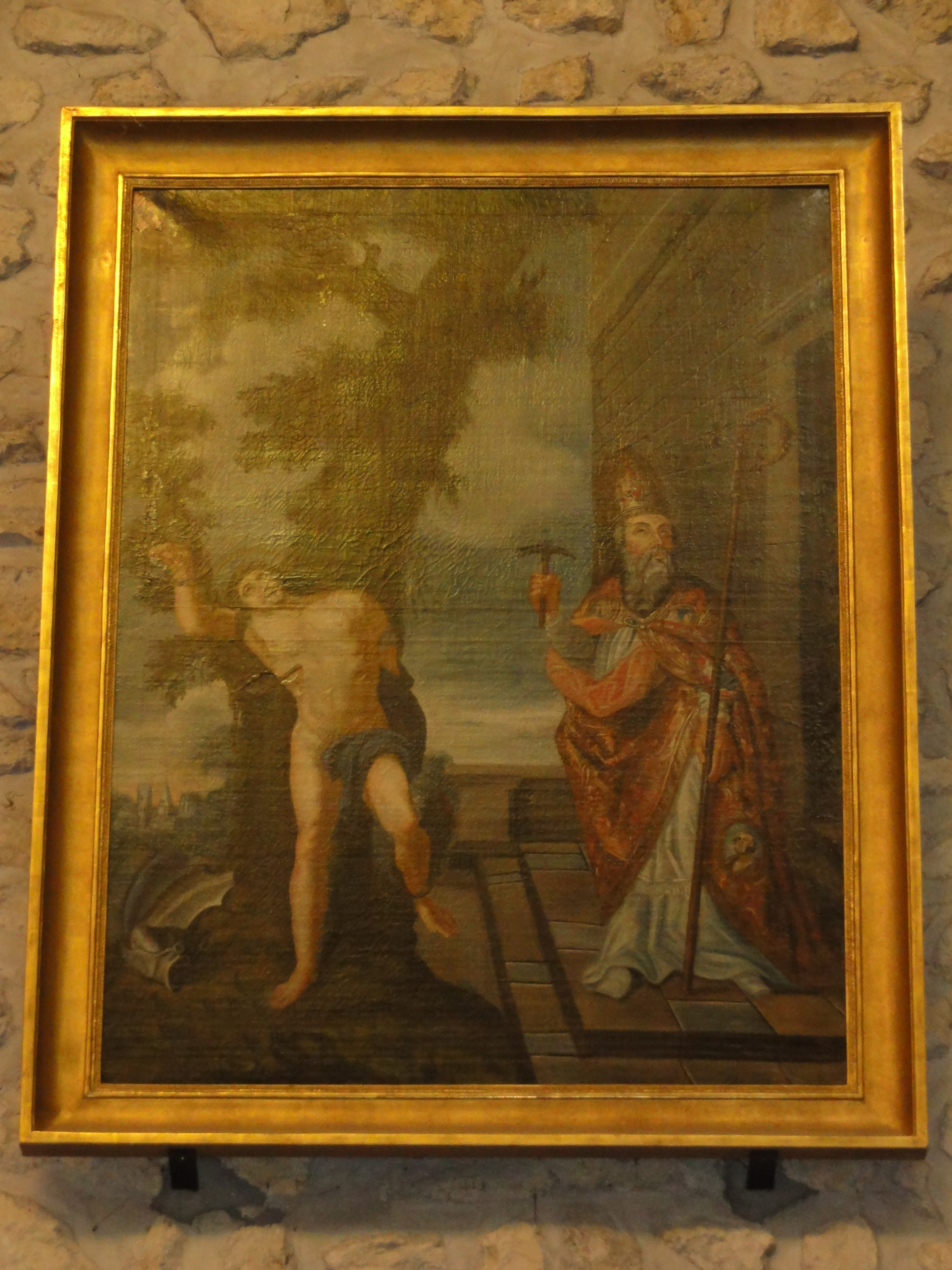
Le tableau de saint Sébastien et saint Éloi  Classé MH
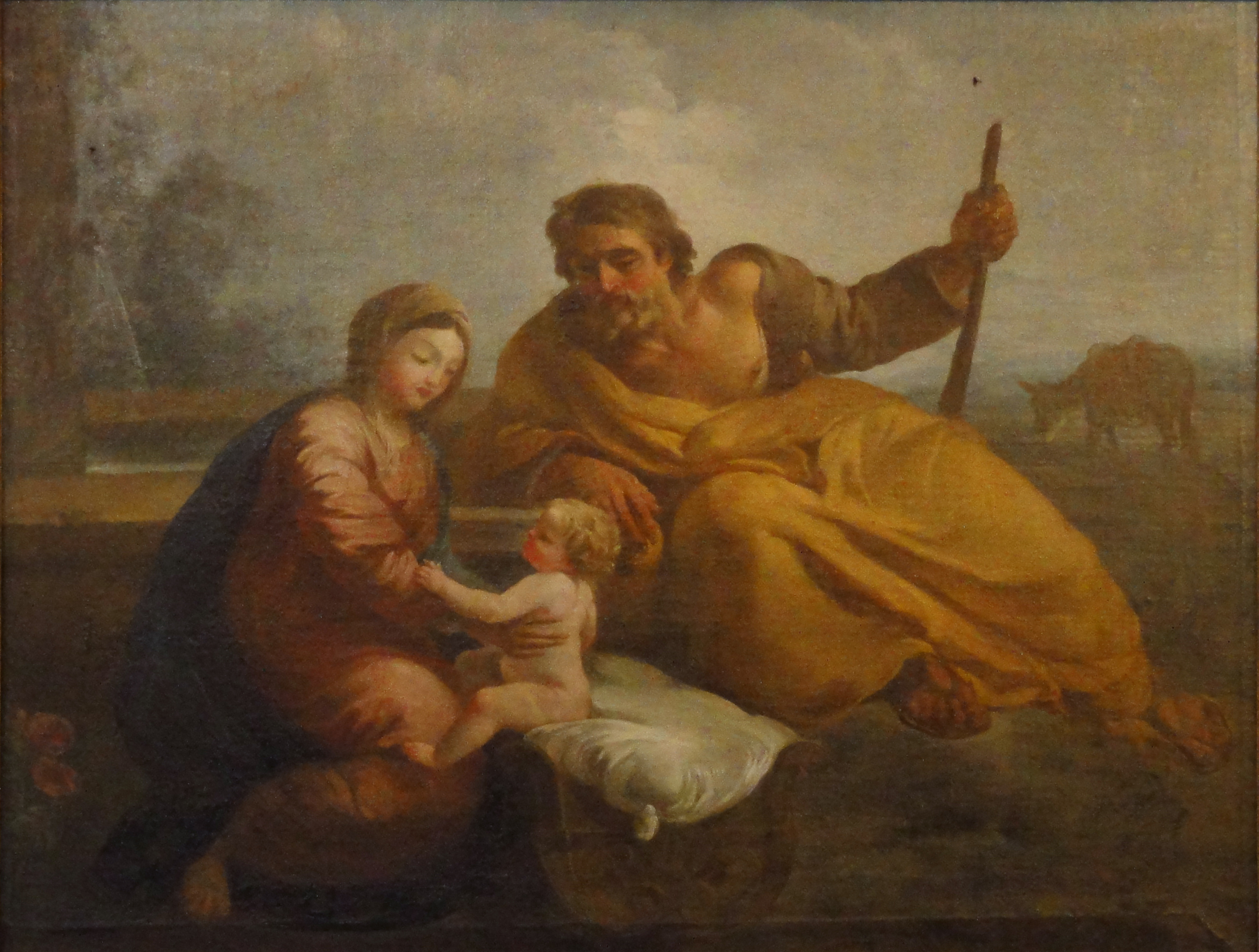
Le tableau de la Sainte Famille. Classé MH
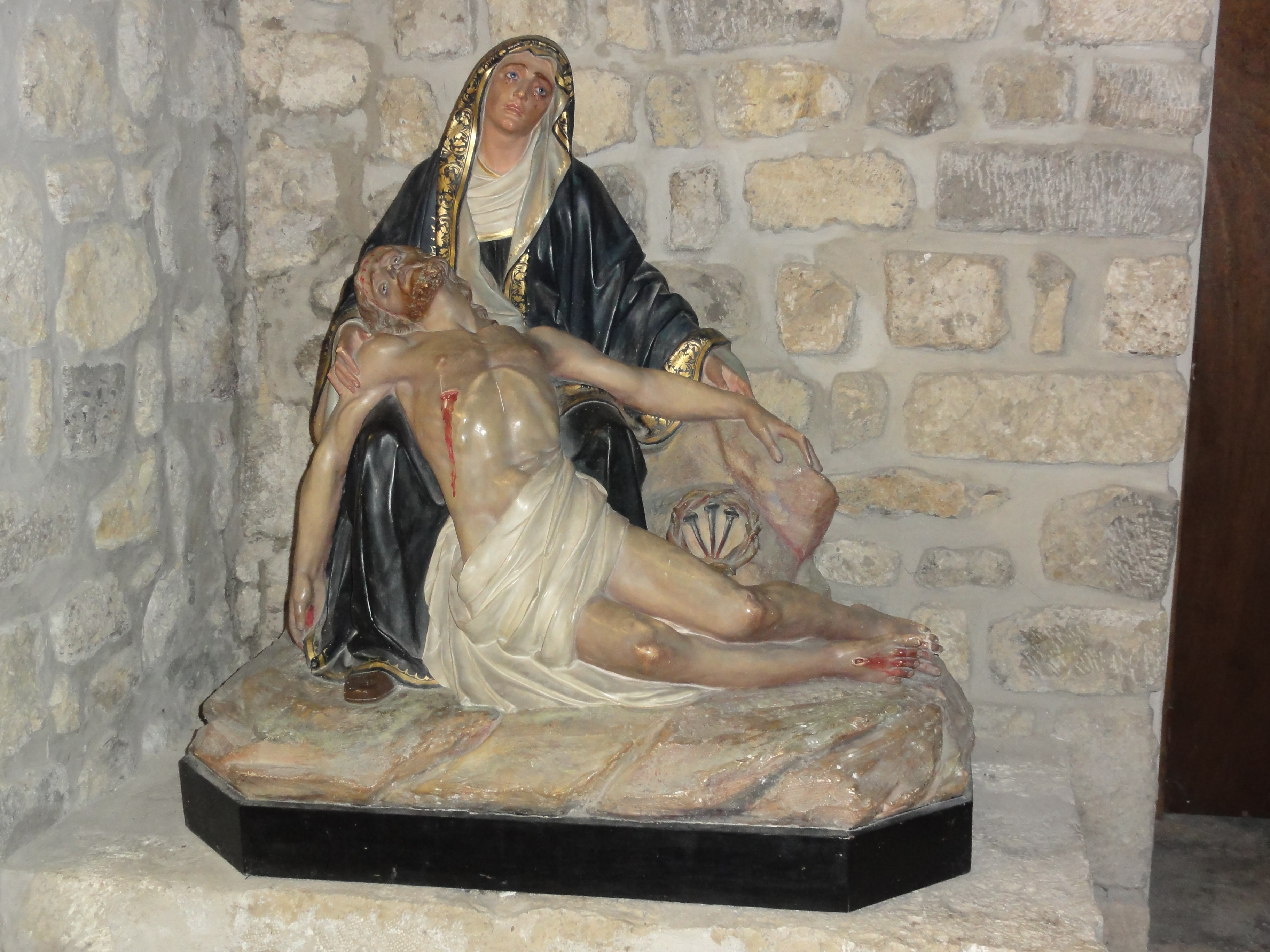
La piéta.

- Piscine de Méréville, rue Pierre-Barberot : 
Cet équipement de l'intercommunalité a été conçu par le sculpteur Joseph Sapey-Triomphe, mis en service en 1946-1950 et est caractéristique de l'architecture de la première moitié du XXe siècle. Son bassin découvert long de 25 m est commandé par un petit bâtiment symétrique avec l'entrée du public ainsi que les vestiaires et douches, et n'est ouvert que durant les mois d'été.
L'équipement a été rénové en 2020-2022 et son bassin est désormais en inox afin d'être étanche[44].

### Personnalités liées à la commune
- L'écrivain et journaliste Jean-Louis Bory (1919-1979) est né dans l'ancienne commune de Méréville, où il a vécu de 1945 à sa mort. Il est inhumé dans le cimetière de la ville.